# 6 Hours of Monza 2022

Tor Autodromo Nazionale di Monza

6 Hours of Monza 2022 – długodystansowy wyścig samochodowy, który odbył się 10 lipca 2022 roku. Był on czwartą rundą sezonu 2022 serii FIA World Endurance Championship.

## Uczestnicy
W tym wyścigu zadebiutował samochód Peugeot 9X8. Był to pierwszy wyścig sezonu WEC bez Team Penske, który zdecydował się zakończyć program wyścigowy LMP2 w celu skupienia się na przygotowaniu prototypu LMDh Porsche do debiutu w przyszłym roku.

## Harmonogram
| Dzień               | Godzina | Sesja                             | Długość  |
| ------------------- | ------- | --------------------------------- | -------- |
| Piątek, 8 lipca     | 15:30   | Pierwsza sesja treningowa         | 90 minut |
| Sobota, 9 lipca     | 9:00    | Druga sesja treningowa            | 90 minut |
| Sobota, 9 lipca     | 13:30   | Trzecia sesja treningowa          | 60 minut |
| Sobota, 9 lipca     | 17:30   | Kwalifikacje LMGTE Pro i LMGTE Am | 10 minut |
| Sobota, 9 lipca     | 17:50   | Kwalifikacje Hypercar i LMP2      | 10 minut |
| Niedziela, 10 lipca | 12:00   | Wyścig                            | 6 godzin |
| Źródło              |         |                                   |          |

## Sesje treningowe
| Klasa          | Zespół                    | Samochód                | Czas           | Okr.           |
| Sesja pierwsza | Sesja pierwsza            | Sesja pierwsza          | Sesja pierwsza | Sesja pierwsza |
| -------------- | ------------------------- | ----------------------- | -------------- | -------------- |
| Hypercar       | #708 Glickenhaus Racing   | Glickenhaus 007 LMH     | 1:37,984       | 25             |
| LMP2           | #83 AF Corse              | Oreca 07                | 1:39,973       | 40             |
| LMGTE Pro      | #92 Porsche GT Team       | Porsche 911 RSR-19      | 1:47,273       | 42             |
| LMGTE Am       | #56 Team Project 1        | Porsche 911 RSR-19      | 1:48,389       | 40             |
| Sesja druga    |                           |                         |                |                |
| Hypercar       | #8 Toyota Gazoo Racing    | Toyota GR010 Hybrid     | 1:37,692       | 47             |
| LMP2           | #22 United Autosports USA | Oreca 07                | 1:38,917       | 45             |
| LMGTE Pro      | #91 Porsche GT Team       | Porsche 911 RSR-19      | 1:46,245       | 39             |
| LMGTE Am       | #46 Team Project 1        | Porsche 911 RSR-19      | 1:47,738       | 43             |
| Sesja trzecia  |                           |                         |                |                |
| Hypercar       | #708 Glickenhaus Racing   | Glickenhaus 007 LMH     | 1:36,813       | 24             |
| LMP2           | #28 Jota                  | Oreca 07                | 1:38,904       | 21             |
| LMGTE Pro      | #64 Corvette Racing       | Chevrolet Corvette C8.R | 1:45,902       | 29             |
| LMGTE Am       | #54 AF Corse              | Ferrari 488 GTE Evo     | 1:47,676       | 26             |

## Kwalifikacje
Pole position w każdej kategorii oznaczone jest pogrubieniem.
| Poz.    | Klasa     | Zespół                        | Kierowca              | Czas     | Strata  | Poz. s. |
| ------- | --------- | ----------------------------- | --------------------- | -------- | ------- | ------- |
| 1       | Hypercar  | #708 Glickenhaus Racing       | Romain Dumas          | 1:35,416 | —       | 1       |
| 2       | Hypercar  | #8 Toyota Gazoo Racing        | Brendon Hartley       | 1:36,335 | +0,919  | 2       |
| 3       | Hypercar  | #36 Alpine ELF Team           | Nicolas Lapierre      | 1:36,489 | +1,073  | 3       |
| 4       | Hypercar  | #7 Toyota Gazoo Racing        | Kamui Kobayashi       | 1:36,919 | +1,503  | 4       |
| 5       | Hypercar  | #94 Peugeot TotalEnergies     | Gustavo Menezes       | 1:37,253 | +1,837  | 5       |
| 6       | LMP2      | #22 United Autosports USA     | Filipe Albuquerque    | 1:38,403 | +2,987  | 6       |
| 7       | LMP2      | #44 ARC Bratislava            | Mathias Beche         | 1:38,731 | +3,315  | 7       |
| 8       | LMP2      | #41 RealTeam by WRT           | Ferdinand Habsburg    | 1:38,780 | +3,364  | 8       |
| 9       | LMP2      | #83 AF Corse                  | Alessio Rovera        | 1:38,817 | +3,401  | 9       |
| 10      | LMP2      | #45 Algarve Pro Racing        | James Allen           | 1:39,122 | +3,706  | 10      |
| 11      | LMP2      | #9 Prema Orlen Team           | Robert Kubica         | 1:39,203 | +3,787  | 11      |
| 12      | LMP2      | #10 Vector Sport              | Sebastien Bourdais    | 1:39,481 | +4,065  | 12      |
| 13      | LMP2      | #31 WRT                       | Robin Frijns          | 1:39,654 | +4,238  | 13      |
| 14      | LMP2      | #1 Richard Mille Racing Team  | Charles Milesi        | 1:39,682 | +4,266  | 14      |
| 15      | LMP2      | #34 Inter Europol Competition | Esteban Gutiérrez     | 1:39,692 | +4,276  | 15      |
| 16      | LMP2      | #35 Ultimate                  | Matthieu Lahaye       | 1:40,387 | +4,971  | 16      |
| 17      | LMP2      | #28 Jota                      | Jonathan Aberdein     | 1:44,763 | +9,347  | 17      |
| 18      | LMGTE Pro | #51 AF Corse                  | Alessandro Pier Guidi | 1:45,270 | +9,854  | 18      |
| 19      | LMGTE Pro | #64 Corvette Racing           | Nick Tandy            | 1:45,324 | +9,908  | 19      |
| 20      | LMGTE Pro | #52 AF Corse                  | Antonio Fuoco         | 1:45,328 | +9,912  | 20      |
| 21      | LMGTE Pro | #91 Porsche GT Team           | Gianmaria Bruni       | 1:45,804 | +10,388 | 21      |
| 22      | LMGTE Pro | #92 Porsche GT Team           | Michael Christensen   | 1:46,024 | +10,608 | 22      |
| 23      | LMGTE Am  | #85 Iron Dames                | Sarah Bovy            | 1:47,431 | +12,015 | 23      |
| 24      | LMGTE Am  | #33 TF Sport                  | Ben Keating           | 1:47,658 | +12,242 | 24      |
| 25      | LMGTE Am  | #77 Dempsey - Proton Racing   | Christian Ried        | 1:48,206 | +12,790 | 25      |
| 26      | LMGTE Am  | #21 AF Corse                  | Christoph Ulrich      | 1:48,296 | +12,880 | 26      |
| 27      | LMGTE Am  | #54 AF Corse                  | Thomas Flohr          | 1:48,406 | +12,990 | 27      |
| 28      | LMGTE Am  | #98 NorthWest AMR             | Paul Dalla Lana       | 1:48,534 | +13,118 | 28      |
| 29      | LMGTE Am  | #56 Team Project 1            | Brendan Iribe         | 1:48,813 | +13,397 | 29      |
| 30      | LMGTE Am  | #86 GR Racing                 | Michael Wainwright    | 1:48,842 | +13,426 | 30      |
| 31      | LMGTE Am  | #777 D'Station Racing         | Satoshi Hoshino       | 1:48,957 | +13,541 | 31      |
| 32      | LMGTE Am  | #46 Team Project 1            | Nicolas Leutwiler     | 1:48,966 | +13,550 | 32      |
| 33      | LMGTE Am  | #71 Spirit of Race            | Franck Dezoteux       | 1:49,990 | +14,574 | 33      |
| 34      | LMGTE Am  | #88 Dempsey - Proton Racing   | Fred Poordad          | 1:50,221 | +14,805 | 34      |
| 35      | LMGTE Am  | #60 Iron Lynx                 | Claudio Schiavoni     | 1:50,296 | +14,880 | 35      |
| 36      | LMP2      | #23 United Autosports USA     | —                     | —        | —       | 37      |
| 37      | LMP2      | #38 Jota                      | —                     | —        | —       | 38      |
| 38      | Hypercar  | #93 Peugeot TotalEnergies     | —                     | —        | —       | 36      |
| Źródła: |           |                               |                       |          |         |         |

## Wyścig
Minimum do bycia sklasyfikowanym (70 procent dystansu pokonanego przez zwycięzców wyścigu) wyniosło 135 okrążeń. Zwycięzcy klas są oznaczeni pogrubieniem.
| Poz.              | Klasa         | Zespół                        | Kierowcy                                                | Samochód                 | Opony | Okr. | Czas/Strata   |
| ----------------- | ------------- | ----------------------------- | ------------------------------------------------------- | ------------------------ | ----- | ---- | ------------- |
| 1                 | Hypercar      | #36 Alpine ELF Team           | André Negrão Nicolas Lapierre Matthieu Vaxivière        | Alpine A480              | M     | 194  | 6:00:47,738   |
| 2                 | Hypercar      | #8 Toyota Gazoo Racing        | Sébastien Buemi Brendon Hartley Ryō Hirakawa            | Toyota GR010 Hybrid      | M     | 194  | +2,762        |
| 3                 | Hypercar      | #7 Toyota Gazoo Racing        | Mike Conway Kamui Kobayashi José María López            | Toyota GR010 Hybrid      | M     | 192  | +2 okrążenia  |
| 4                 | LMP2          | #41 RealTeam by WRT           | Rui Andrade Ferdinand Habsburg Norman Nato              | Oreca 07                 | G     | 188  | +6 okrążeń    |
| 5                 | LMP2          | #38 Jota                      | Roberto González António Félix da Costa William Stevens | Oreca 07                 | G     | 188  | +6 okrążeń    |
| 6                 | LMP2          | #10 Vector Sport              | Nico Müller Ryan Cullen Sebastien Bourdais              | Oreca 07                 | G     | 188  | +6 okrążeń    |
| 7                 | LMP2          | #34 Inter Europol Competition | Jakub Śmiechowski Alex Brundle Esteban Gutiérrez        | Oreca 07                 | G     | 188  | +6 okrążeń    |
| 8                 | LMP2          | #23 United Autosports USA     | Alexander Lynn Oliver Jarvis Joshua Pierson             | Oreca 07                 | G     | 188  | +6 okrążeń    |
| 9                 | LMP2          | #9 Prema Orlen Team           | Robert Kubica Louis Delétraz Lorenzo Colombo            | Oreca 07                 | G     | 188  | +6 okrążeń    |
| 10                | LMP2 (Pro-Am) | #45 Algarve Pro Racing        | Steven Thomas James Allen René Binder                   | Oreca 07                 | G     | 187  | +7 okrążeń    |
| 11                | LMP2 (Pro-Am) | #35 Ultimate                  | Jean-Baptiste Lahaye Matthieu Lahaye François Heriau    | Oreca 07                 | G     | 187  | +7 okrążeń    |
| 12                | LMP2 (Pro-Am) | #83 AF Corse                  | François Perrodo Nicklas Nielsen Alessio Rovera         | Oreca 07                 | G     | 187  | +7 okrążeń    |
| 13                | LMP2          | #28 Jota                      | Oliver Rasmussen Edward Jones Jonathan Aberdein         | Oreca 07                 | G     | 186  | +8 okrążeń    |
| 14                | LMP2 (Pro-Am) | #44 ARC Bratislava            | Miroslav Konopka Tijmen van der Helm Mathias Beche      | Oreca 07                 | G     | 186  | +8 okrążeń    |
| 15                | LMGTE Pro     | #64 Corvette Racing           | Tommy Milner Nick Tandy                                 | Chevrolet Corvette C8.R  | M     | 181  | +13 okrążeń   |
| 16                | LMGTE Pro     | #52 AF Corse                  | Miguel Molina Antonio Fuoco                             | Ferrari 488 GTE Evo      | M     | 181  | +13 okrążeń   |
| 17                | LMGTE Pro     | #51 AF Corse                  | Alessandro Pier Guidi James Calado                      | Ferrari 488 GTE Evo      | M     | 181  | +13 okrążeń   |
| 18                | LMGTE Pro     | #92 Porsche GT Team           | Michael Christensen Kévin Estre                         | Porsche 911 RSR-19       | M     | 181  | +13 okrążeń   |
| 19                | LMGTE Pro     | #91 Porsche GT Team           | Gianmaria Bruni Frédéric Makowiecki                     | Porsche 911 RSR-19       | M     | 180  | +14 okrążeń   |
| 20                | LMGTE Am      | #77 Dempsey - Proton Racing   | Christian Ried Sebastian Priaulx Harry Tincknell        | Porsche 911 RSR-19       | M     | 179  | +15 okrążeń   |
| 21                | LMP2          | #31 WRT                       | Sean Gelael Robin Frijns René Rast                      | Oreca 07                 | G     | 178  | +16 okrążeń   |
| 22                | LMGTE Am      | #85 Iron Dames                | Rahel Frey Michelle Gatting Sarah Bovy                  | Ferrari 488 GTE Evo      | M     | 178  | +16 okrążeń   |
| 23                | LMP2          | #22 United Autosports USA     | Philip Hanson Filipe Albuquerque William Owen           | Oreca 07                 | G     | 178  | +16 okrążeń   |
| 24                | LMGTE Am      | #46 Team Project 1            | Matteo Cairoli Mikkel Pedersen Nicolas Leutwiler        | Porsche 911 RSR-19       | M     | 178  | +16 okrążeń   |
| 25                | LMGTE Am      | #60 Iron Lynx                 | Claudio Schiavoni Matteo Cressoni Giancarlo Fisichella  | Ferrari 488 GTE Evo      | M     | 178  | +16 okrążeń   |
| 26                | LMGTE Am      | #71 Spirit of Race            | Franck Dezoteux Pierre Ragues Gabriel Aubry             | Ferrari 488 GTE Evo      | M     | 177  | +17 okrążeń   |
| 27                | LMGTE Am      | #88 Dempsey - Proton Racing   | Fred Poordad Patrick Lindsey Jan Heylen                 | Porsche 911 RSR-19       | M     | 177  | +17 okrążeń   |
| 28                | LMGTE Am      | #21 AF Corse                  | Simon Mann Christoph Ulrich Toni Vilander               | Ferrari 488 GTE Evo      | M     | 177  | +17 okrążeń   |
| 29                | LMGTE Am      | #98 NorthWest AMR             | Paul Dalla Lana David Pittard Nicki Thiim               | Aston Martin Vantage AMR | M     | 177  | +17 okrążeń   |
| 30                | LMGTE Am      | #54 AF Corse                  | Thomas Flohr Francesco Castellacci Nick Cassidy         | Ferrari 488 GTE Evo      | M     | 177  | +17 okrążeń   |
| 31                | LMGTE Am      | #56 Team Project 1            | Brendan Iribe Oliver Millroy Ben Barnicoat              | Porsche 911 RSR-19       | M     | 176  | +18 okrążeń   |
| 32                | LMGTE Am      | #777 D'Station Racing         | Satoshi Hoshino Tomonobu Fujii Charles Fagg             | Aston Martin Vantage AMR | M     | 171  | +23 okrążenia |
| 33                | Hypercar      | #94 Peugeot TotalEnergies     | Loïc Duval Gustavo Menezes James Rossiter               | Peugeot 9X8              | M     | 169  | +25 okrążeń   |
| 34                | LMGTE Am      | #86 GR Racing                 | Michael Wainwright Riccardo Pera Benjamin Barker        | Porsche 911 RSR-19       | M     | 163  | +31 okrążeń   |
| 35                | LMP2          | #1 Richard Mille Racing Team  | Lilou Wadoux Paul-Loup Chatin Charles Milesi            | Oreca 07                 | G     | 146  | +48 okrążeń   |
| Niesklasyfikowani |               |                               |                                                         |                          |       |      |               |
|                   | Hypercar      | #708 Glickenhaus Racing       | Olivier Pla Romain Dumas Luis Felipe Derani             | Glickenhaus 007 LMH      | M     | 96   |               |
|                   | LMGTE Am      | #33 TF Sport                  | Ben Keating Henrique Chaves Marco Sørensen              | Aston Martin Vantage AMR | M     | 73   |               |
|                   | Hypercar      | #93 Peugeot TotalEnergies     | Paul di Resta Mikkel Jensen Jean-Eric Vergne            | Peugeot 9X8              | M     | 46   |               |
| Źródło:           |               |                               |                                                         |                          |       |      |               |